# 배틀로얄 (소설)
《배틀로얄》(BATTLE ROYALE, バトル・ロワイアル 바토루 로와이아루[*])은 타카미 코슌의 소설 및 이를 원작으로 한 만화 및 영화 작품이다.

## 개요
제5회 일본 호러소설 대상에서 최종후보까지 남은 작품으로, 중학생들이 서로 죽고 죽이는 행위를 강요받는다는 내용 때문에 심사위원으로부터 “매우 불쾌하다”, “이런 발상 자체가 싫다”, “수상에 있어서는 마이너스” 등의 악평을 받고 수상에 실패했다(편집자 중 한 명이 나중에 기술하기를, 수상실패의 최대 원인은 작품성의 부족이지만, 재미있기 때문에 상품성은 있을 것이라는 말이 오갔다는 말도 있다). 그 후, 1999년 4월 오오타 출판에서 간행되었으며, 상기의 이유로 화제를 일으켰다. 2002년 8월에 수정판이 문고화되어 게도샤에서 간행되었다.
만화는 타구치 마사유키의 작화로 2000년부터 2005년까지 5년에 걸쳐 《영 챔피언》(아키타 쇼텐)에서 연재되었다.
이 작품의 일본어 제목은 “배틀로얄” 이 아니라 “바토루 로와이아루”(배틀 르와얄)인데, 이는 “로얄”을 프랑스어로 읽은 것이다. 이는 영어와 프랑스어가 뒤섞인 제목으로, 올바르게 불역하면 'La bataille Royale'(라 바타이유 르와얄)이 된다.
이하는 원작의 설정을 중심으로 기술한다. 만화판, 영화판 또한 이 설정을 준거하지만, 체제, 소도구 이름 등 다른 점은 많이 있다. (소설원작과 만화판은 대동아공화국이라는 가공의 전체주의국가, 영화판은 현재의 일본 사회의 문제점이다.)

## 줄거리
극동의 전체주의 국가 ‘대동아공화국’(大東亜共和国)에서는, 서기 1947년부터 전국 중학교 3학년을 무작위로 50개 반(1949년 이전은 47개 반)을 선정하여 그 학생들을 대상으로 ‘전투실험 제68번 프로그램’이라 불리는 무시무시한 국가적 살인게임을 실행하고 있었다.
서기 1997년 나나하라 슈야 등 가가와현 시로이와 (立城岩) 중학교 3학년 B반의 42명은 수학여행을 가는 버스에서 수면가스로 인해 잠에 들어 게임의 무대가 되는 작은 섬, ‘오키시마’(沖木島)로 끌려간다. 그리고 강제적으로 같은 반 학생들을 죽여야 하는 상황에 놓이게 된다.

## 프로그램 개요

### 목적
공식적으로는 육군이 실시하는 전투 실험 시뮬레이션이라고 하지만, 실제로는 친한 사람들끼리 서로 죽이게끔 하여 국민 사이에 불신감을 심어 반체제,반정부시위가 일어나지 않게끔 하기 위한 것이다.

### 규칙
기본적으로 반칙은 없다. 구역 내 시설에 전기나 수도,전화는 끊겨 있지만, 구역 내 시설에서 무기 등을 조달하거나, 개인 사무를 무기나 도구로 삼거나, 자는 사람을 습격하거나, 동료를 구성해도 상관없다. 어떻게 되든 마지막까지 살아남은 1명만이 최종우승자가 되어 집에 돌아갈 수 있다.

### 지급되는 물품
학생들은 각각 약간의 식료품, 1리터 물 2병, 지도, 나침반, 시계, 회중전등. 그리고 특정 무기가 주어진다.
무기는 전원에게 주어지지만 종류는 제각각인데, 피스톨이나 서브머신건 같은 살상능력이 뛰어난 무기도 있고, GPS나 방탄조끼 같은 보조도구도 있으며, 포크나 부메랑,다트 같은 전혀 도움되지 않는 무기도 있다. 이것은 딱히 의미는없다 (서브머신건 같은무기가 전투력이 뛰어난자의 손에들어가면 일방적인학살극이 벌어지기 때문)

### 목걸이
이 게임을 성립시키는 과정에서 가장 중요한 아이템이 이 목걸이(정식명칭:과달카날 22호)이다. 학생들 전원에게 이것이 장착되어 있다.
이 목걸이에는 발신기가 부착되어 지속적으로 각 학생의 현재위치와 생체반응을 송신한다. 정부는 이것으로 살아남은 학생의 수와 그 위치를 파악할 수 있다. 또한 이 장치에는 폭탄이 설치되어 목걸이를 억지로 빼내려고 하거나 금지구역에 들어갔을 경우에 폭발하게끔 되어있다. 방수 또한 완벽하다.
학생들에게는 고지되지 않았지만 이 목걸이에는 도청기가 내장되어 있다. 이를 통해서 도망치려 하거나 반항하려 하는 자를 먼저 알아낼 수 있고, 최악의 경우 정부가 원격조작하여 그 학생의 목걸이를 폭파하는 것도 가능하다.
하지만 내부구조를 어느정도 아는 자라면 칼이나 드라이버,각종도구를 이용하여 손쉽게 해체할 수 있다.

### 금지구역의 진행
이 게임에서는 금지구역이 설정되어 있다. 이 구역에 들어올 시에 목걸이가 폭발하게 된다.
가장 처음 수면가스 등으로 재워 강제로 끌려온 대상 반의 학생전원을 한 곳에 모아 프로그램의 개회식을 하고, 규칙설명이 이루어진다. 게임이 개시된 후, 무작위로 결정된 학생(기본적으로 가장 먼저 출발한 학생이 유리하므로, 공평성을 부여하기 위한 조치. 작중에서 진행된 프로그램에서는 우연히 남자 1번이 첫 번째로 출발하게 되었다)부터 출석번호 순으로 정부의 병사들이 있는 출발지점에서 20분거리마다 각 학생 출발시키고, 전원 출발 20분 후를 기해 그 출발지점 반경 200미터가 금지구역이 되며, 그 후에는 최초의 정시방송이 있는 1시간 후부터 2시간마다 3곳씩 추가된다. 금지구역 좌표는 컴퓨터로 불규칙하게 선정되기 때문에 어디가 금지구역이 될지는 방송을 듣기전까지는 알 수 없다. 금지구역 범위는 정부에서 지급된 지도에 표기되어 있으며, 실제 지면에 선이나 줄이 있는 것은 아니다.
기본적으로 이 게임은 한 곳에 계속 머물러 있는 편이 유리하기 때문에, 그같은 행동을 막고 강제로 학생들을 이동시켜 다른 학생들과 조우하게끔 하기 위한 시스템이다. 한번 금지구역이 된 곳은 게임이 끝날 때까지 해제되지 않기 때문에, 시간이 경과함에 따라 자연스레 행동범위가 제한되고, 서로 만날 확률이 높아지게 된다.

### 정시방송
게임 중에는 1일 4회, 오전과 오후 0시와 6시에 방송이 나온다. 방송에서는 게임 개시 후 또는 전회 방송 후부터 그 방송 사이에 사망한 학생의 이름을 명부 순서(영화판에서는 사망 순서)대로 읽어준다. 그 후 방송부터 1시간 후, 3시간 후, 5시간 후의 금지구역의 좌표가 고지된다. 우승자가 결정될 때도 방송이 나온다. 영화판의 경우 라데츠키 행진곡 등 유명한 클래식 음악이 사용된다.

### 시간제한
이 게임은 시간제한이 있으며, 3일 동안 사망자가 나오지 않을 경우 시간제한에 걸린다. 이 경우 생존자 전원의 목걸이가 폭파되고 우승자 없이 게임이 끝난다. 하지만 시간제한에 걸려 게임이 종료된 경우는 0.5%에 불과했으며, 지극히 드물다 할 수 있다.
또한 영화판에서는, 목걸이에 내장된 배터리 때문에 전체 게임 시간은 3일로 제한되어 있다.

## 용어
대동아공화국(大東亜共和国)
이 작품의 무대가 되는 국가로 일부 공산당원과 극렬한 군국주의자들이 쿠데타로 집권한 가상의 전체주의 국가. 작중에 등장한 지명 가운데 시로이와 정, 오키시마 등은 가공이며, 가가와현, 다카마쓰시, 고베시 등 일본에 실제로 존재하는 지명이 나오는 것으로 보아 지리적으로는 일본이며 일본과 같은 풍토라는 점을 알 수 있다. 그러나, 국가원수가 총통이며, 전수방위군이라는 모병제군대가 존재하며, 반폐쇄 국가 체제로 미국을 미제(米帝)라 부르는 반미국가라는 점 등 사회체제는 현재 일본과 완전히 다르다. 서두에서 어떤 ‘어떤 다른 세계’라 쓰여있고, 일본으로 보이는 나라에서 실제 프로레슬러가 배틀로얄을 하는 장면이 그려져 있는 점으로 미루어 작품의 무대는 일본의 평행 세계라고 생각된다. 또 현재 일본과는 달리 남사할린을 실효지배하고 있다(남사할린은 정치범노동수용소로 활용되고 있다). 국제적으로는 고립되어 있지만, 높은 기술력과 우수한 산업기반을 가지고 있으며 국력 및 국민 생활수준은 상당히 높은 편이며, 국민 1인당 GNP는 세계 1위이다.(사람들의 일상생활이 평범해 보이는 이유 중 하나이다)그리고 대동아공화국정부에서는 중국 대륙과 한반도를 자국 영토라 주장하고 있는 점 등 대아시아주의적(대동아공영권) 동아시아 전역의 지배를 노리고 있는 듯 보이는데, 이전 한반도 남반부에 존재한 전체주의 국가 ‘남선공화국’(南鮮共和国)과는 우호 관계였다는 점에서 이데올로기적 방편으로 보인다.
국가체제는 작중에서 ‘특수한 국가사회주의 체제’라고 불리며, 나치 독일, 소비에트 연방과 같은 독재 국가를 본떴다. 국내에는 언론 통제와 사상 교육이 철저하게 이루어지고 있지만, 일반국민들 생활은 보통 어느나라와 큰 차이가 없다.종교의 자유나, 외국어 및 외국 문화를 ‘퇴폐적’이라 부르며 정부에서 강력히 제제하고있지만 일부는 보여주기식으로 허가가 되어있다. 대동아공화국 총통은 수천년에 걸쳐 대대로 이 국가를 지배해온 것으로 나타나고 있지만, 사실은 12대 76년의 역사를 지니고 있다. 무력으로 정권을 타도하고 국가 성립 이전의 역사를 날조해 국민을 교육하고 있으며 대동아공화국 체제의 우월성, 국가에 대한 맹목적 충성심도 세뇌교육하고 있다. 다른이야기로는 총통 자체가 국민통합을 위한 상징에 불과하며, 존재하지 않는 지도자라는 일부의견도 있다.
프로그램
정식 명칭은 ‘전투실험 68번 프로그램’. 무작위로 선발된 전국 중학교 3학년 50개급 학생 전원을 격리된 구역(섬이나 전기철조망과 경비병으로 바깥 세계와 격리된 폐옥, 산간부,시가지등)에서 생존자 1명이 남을 때까지 서로 죽이는 게임. 처음에는 대규모의 반대 운동이 일어났지만, 현재는 기피 대상이기는 하지만 표면화되어 반대하는 자는 없는 상황이다.

무작위로 선발된 프로그램은 학급에 보통 정부관리직에 종사하고 있는 부모를 둔 학생들이 더러 있다
전수방위군 고위군인의 딸 '우츠미 유키에' , 지방정부 환경 부장의 아들 '모토부치 쿄이치' , 시로이와읍의회 의원의 딸'카나이 이즈미'은 물론, 대동아공화국 내 최고 재벌2세'키리야마 카즈오'에게도 특별 대우같은 것은 없다.
심지어 이전 프로그램의 우승자인 '카와다쇼고'가 유급되어서 다른학교로 강제전학후 다시 프로그램에 선출되는것처럼 종종 이전 우승자도 참여되는 경우도 있다.(정말 운이 나쁜경우이다)
공식적으로는 육군이 실시하는 전투 실험 시뮬레이션이라고 하지만, 실제로는 반정부 운동이나 혁명이 일어나지 않게 하기 위해 ‘아는 사람끼리의 살인’이라는 상황을 일상화하여 국민간 상호불신을 심고자 하는 것이 목적. 또한, 정부 고위관리들은 누가 살아남을지에 대해 질 나쁜 내기를 하고 있다.
우승자는 총통 친필 상장과 평생의 생활 보장이 주어지지만 강제로 다른 현으로 전학가게 되고 프로그램에 대해 함구하도록 지시받는다.
전수방위군(專戍防衞軍)
대동아공화국의 군대, 모병제로 실시하고 있지만 지원자가 꽤나 높은편이며,경찰과 더불어 권력이 워낙 막강하여 반체제,반정부용의자는 재판없이 즉결처형이 가능할정도이다
말그대로 전수방위를 목적으로 창설된 군대라 본토침략시 본토방위에만 전력을 다하는 것으로 생각보다 군사력은 높지 않는편이며,
경제력 1위에 비해 전수방위군 개인장비 또한 좋지만은 않다(북한급 재래식장비로 무장했다고 보면된다)
평시주요업무는 대내외적 반국가불순자를 감시 및 체포, 프로그램 경비담당을 하고 있다
대부분 프로그램 담당교관은 전수방위군소속에서 주로 배치가 된다(가끔 정부고위관리 중 배치되는경우도 있다)
오키시마(沖木島)
카가와 현의 섬. 이 작품의 무대. 주변 약 6킬로미터의 유인도, 섬주민들은 프로그램 개최로 일시적으로 강제퇴거되었다.

자혜관(慈恵館)
카가와현 시로이와 정 카톨릭계 고아원. 나나하라 슈야, 쿠니노부 요시토키가 살고 있다.

4월 연설(四月演説)
1947년 제312대 총통이 반프로그램 과격파에 대해 프로그램의 정당성을 부여하고자 한 유명한 연설.
다음은 4월연설의 일부 내용이다
혁명과 건설에 매진하는, 친애하는 국민 동포 여러분(박수와 환호성으로 위대한 312대 총통의 연설은 2분간 중단)!
여러분(1분간 중단)...우리 공화국을 위협하는, 파렴치한 제국주의 도당이 아직 전 세계에 무리를 이루고 있습니다.
그들은 원래 우리의 동지였을 각국의 국가 인민을 착취하고 선동하고 속여, 자기들 제국주의의 첨병으로 세뇌시킨 후, 마음대로 조종하고 있습니다(청중 일동 의분의 눈물).
그리고 호시탐탐, 세계에서 가장 진보한 혁명 국가인 우리 공화국의 영토를 침략하고, 우리 민족을 멸망시키려고 그 교활한 간계를 펼치고 있는 것입니다(청중들, 여기저기서 분노의 함성).
그렇기 때문에 "68번 프로그램"은 이러한 정세 아래 있는 우리 나라에 반드시 필요한 실험입니다.
15세 안팎의 젊은 생명을 몇 천, 몇 만 명이나 잃는다는 사실에 대하여 나 자신도 솔직히 피눈물을 흘리지 않을 수 없습니다.
그러나 그들의 목숨이 이 소중한 나라,우리 민족의 독립을 지키는데 도움이 된다면,
그들이 흘린 피와 살은 하느님이 우리에게 전해 준 아름다운 우리 국토에 동화되어,
앞으로 영원히 살아있게 될 것이라고 할 수 있지 않겠습니까(박수, 환호의 도가니.1분간 연설 중단)
아시다시피 우리 공화국에는 징병제가 없습니다.
전수방위 육해공군은 모두 우국의 뜻, 혁명과 건설을 위한 강인한 의지에 불타는 젊은 지원병들로 구성되어 있습니다.
그들은 불철주야 최전선에서 위험을 무릅쓰고 근무하고 있습니다.
프로그램을 일종의, 그리고 우리 나라 유일의 징병제라고 생각해 주십시오.
나라를 지키기 위해서는....
--------------------------(후략)----------------------------
대동아넷(大東亜ネット)
대동아공화국 내의 네트워크
외국의 접속은 금지되어 있으며, 국내 접속으로 한정되어있다. 기본적으로 세계 각지와 한정적으로 연결이 가능하며, 기술력이 있는 자라면 정부 감시를 피해 세계네트워크 연결이 가능하다.
남선공화국 · 한반민국(南鮮共和国・韓半民国)
한반도의 국가. 한반도 남반부를 지배하고 있던 남선공화국은 대동아공화국과 우호관계에 있던 독재 국가였으며 한반도 북반부를 지배하고 있던 한반민국은 미국과 우호관계에 있던 국가였다. 1976년에 한반민국이 남선공화국을 멸망시키고 한반도를 통일했다.
영화판에서는 ‘북조선’이라는 국가명이 나오는 것으로 보아, 한반도는 분단되어 있는 것으로 보인다. 또한 명칭으로 보아 현재의 대한민국과 조선민주주의인민공화국 체제로 추정된다.
미국
대동아공화국과 적대 관계에 있는 나라. 능력만 있으면 이민에도 큰 제한이 없으며, 세계 각지에서 우수한 학자들이 모이는 나라이다. 대동아공화국 정부에서는 폭력과 마약, 동성애자로 넘쳐 과거의 유산으로 버티고 있다고 평가한다.

## 서적 정보
- 배틀로얄 (오오타 출판) ISBN 4-87233-452-3
- 배틀로얄 (게도샤 문고) 상권 ISBN 4-344-40270-7 / 하권 ISBN 4-344-40271-5
- 배틀로얄 인사이더 (오오타 출판) ISBN 4-87233-552-X